# كريستيان مينزل
كريستيان مينزل (بالألمانية: Christian Menzel)‏ (و. 1971  م) هو مهندس، وسائق سيارة سباق ألماني، ولد في لانغنفلد.

## روابط خارجية
- كريستيان مينزل على موقع DriverDB.com (الإنجليزية)